# Lope de Vega (Northern Samar)
Lope de Vega ist eine philippinische Stadtgemeinde in der Provinz Northern Samar. Sie hat 14.687 Einwohner (Zensus 1. August 2015).

## Baranggays
Lope De Vega ist politisch unterteilt in 23 Baranggays.
| - Bayho - Bonifacio - Cagamesarag - Cag-aguingay - Curry - Gebonawan - Gen. Luna - Getigo - Henaronagan - Lope De Vega (Pob.) - Calangcaan - Lower Caynaga | - Maghipid - Magsaysay - Osmeña - Paguite - Roxas - Sampaguita - San Francisco - San Jose - San Miguel - Somoroy - Upper Caynaga |